# На новый путь (памятник, Челябинск)
На новый путь — памятник, открыт 6 сентября 1986 года в память о железнодорожниках, которые участвовали в революции 1905—1907 годах, а также в революции 1917 года. Приурочен к 250-летнему юбилею города. Расположен в Челябинске на пересечении улиц Свободы и Российской, вблизи от железнодорожного вокзала станции Челябинск. Объект культурного наследия регионального значения.

## Авторы
- Скульптор С. Я. Савочкин.
- Архитектор В. Н. Фитковский.

## Композиция
На сером гранитном постаменте расположена выполненная из меди композиция. В её центре изображён обнажённый по пояс стрелочник-железнодорожник. Рабочий, имеющий хорошую физическую силу, переводя одной рукой путевую стрелку, а другой держа знамя, символизирует силу железнодорожников, освободивших Челябинск от Колчака и белочехов и восстановивших Советскую власть. Постамент имеет форму усечённой пирамиды в стиле железнодорожной насыпи. На главном фасаде надпись «На новый путь».

## Характеристики
- Высота памятника — 4,8 метров.
- Высота постамента — 2 метра.
- Размер площади — 34 х 22 метра.[3]